# ماكس فانغيلي
ماكسيم فانغيلي (Maksim Vangeli) و يعرف أكثر باسم ماكس فانغيلي (Max Vangeli)هو دي جي و منتج موسيقى مولدافي من مواليد 4 أغسطس 1985.

## روابط خارجية
- ماكس فانغيلي على موقع ميوزك برينز (الإنجليزية)
- ماكس فانغيلي على موقع ديسكوغز (الإنجليزية)